# Ургуль
Ургуль — деревня в Северном районе Новосибирской области России. Входит в состав Остяцкого сельсовета.

## География
Площадь деревни — 29 гектаров.

## История
Основана в 1850 г. В 1926 году состояла из 53 хозяйств, основное население — русские. В составе Остяцкого сельсовета Биазинского района Барабинского округа Сибирского края.

## Население
| 1926 | 2002 | 2007 | 2010 |
| ---- | ---- | ---- | ---- |
| 242  | ↘108 | →108 | ↘85  |

## Инфраструктура
В деревне по данным на 2007 год отсутствует социальная инфраструктура.